# Mo (televisieserie)
Mo is een Amerikaase dramedy televisieserie die op 22 augustus 2022 uitgebracht werd op Netflix. Mo Amer speelt het hoofdpersonage, een Palestijnse vluchteling die in Houston woont. De serie is losjes gebaseerd op het eigen leven van Amer. In januari 2023 werd de serie vernieuwd voor een tweede, en laatste seizoen, dat op 30 januari 2025 uitgebracht werd. 

## Rolverdeling
Legenda
 = Hoofdrol
 = Bijrol
| Mo Amer         | Mo Najjar             | 8 | 8 | 16 |
| Teresa Ruiz     | Maria                 | 8 | 8 | 16 |
| Farah Bsieso    | Yusra Najjar          | 7 | 8 | 15 |
| Omar Elba       | Sameer Najjar         | 6 | 8 | 14 |
| Tobe Nwigwe     | Nick                  | 4 | 6 | 10 |
| Moayad Alnefaie | Hameed                | 3 | 6 | 9  |
| Lee Eddy        | Lizzie Horrowitz      | 3 | 6 | 9  |
| Cherien Dabis   | Nadia Najjar-Robinson | 2 | 3 | 5  |